# Koledarsko leto
Koledarsko leto se v danem koledarskem sistemu začne na novoletni dan in konča na Silvestrovo ter ima celo število dni. Leto se lahko meri tudi od poljubno določenega do drugega poljubno določenega dneva. Za uskladitev koledarskega leta z astronomskim ciklom (ki nima celega števila dni) nekatera leta vsebujejo prestopne dneve. Gregorijansko leto, ki je v rabi v večjem delu sveta, se začne 1. januarja in konča 31. decembra. Dolžina je 365 dni v navadnem letu z 8760 urami, 525.600 minutami ali 31.536.000 sekundami; ampak 366 dni v prestopnem letu z 8784 urami, 527.040 minutami ali 31.622.400 sekundami. S 97 prestopnimi leti na vsakih 400 let je leto povprečno dolgo 365,2425 dni. Drugi koledarji, ki temeljijo na formulah, imajo lahko dolžine, ki še bolj odstopajo od Zemljinega cikla: julijanski koledar ima na primer povprečno dolžino 365,25 dni, hebrejski koledar pa povprečno dolžino 365,2468 dni. Islamski koledar je lunarni koledar, ki ga sestavlja 12 mesecev v letu s 354 ali 355 dnevi. Vsako gregorijansko leto ima 179 sodih dni; navadna leta imajo 186 lihih dni, prestopna leta pa 187 lihih dni. Astronomsko povprečje tropskega leta, ki je povprečje enakonočja in solsticija, trenutno znaša 365,24219 dni, kar je nekoliko krajše od povprečne dolžine leta večine koledarjev, vendar je ta vrednost spremenljiva, zato je John Herschel predlagal popravek, po katerem bi bil gregorijanski koledar po letu 4000 nepotreben.

## Četrtletja
Koledarsko leto lahko razdelimo na štiri četrtletja. V gregorijanskem koledarju so to:
- Prvo četrtletje: 1. januar – 31. marec (90 dni ali 91 dni v prestopnih letih)
- Drugo četrtletje: 1. april – 30. junij (91 dni)
- Tretje četrtletje: 1. julij – 30. september (92 dni)
- Četrto četrtletje: 1. oktober – 31. december (92 dni)

Četrtletja kitajskega koledarja so tradicionalno povezana s 4 letnimi časi:
- Pomlad: 1. do 3. mesec
- Poletje: 4. do 6. mesec
- Jesen: 7. do 9. mesec
- Zima: 10. do 12. mesec